# Skeleton aux Jeux olympiques
Le skeleton fait son apparition aux Jeux olympiques d'hiver en 1928 à Saint-Moritz (Suisse) avec au programme l'épreuve individuelle masculine avant de disparaître. Il faut attendre 20 ans et les premiers jeux d'après-guerre à Saint-Moritz en 1948 pour revoir cette discipline avec toujours la même épreuve individuelle masculine avant qu'elle ne soit exclue des sports olympiques jusqu'aux Jeux de 2002 à Salt Lake City avec cette fois-ci deux épreuves individuelles, une chez les hommes et une chez les femmes, ceci eut lieu grâce à la volonté de la FIBT de permettre à ce sport de refigurer aux Jeux Olympiques.

## Compétition
L'épreuve se déroule pendant une journée sur deux manches, le classement est déterminé avec le temps global des deux manches.
• = Épreuves officielles, H = Hommes, F = Femmes
| Epreuve      | 1928 | 1948 | 2002 | 2006 | 2010 | 2014 | 2018 | 2022 |
| ------------ | ---- | ---- | ---- | ---- | ---- | ---- | ---- | ---- |
| Individuel H | •    | •    | •    | •    | •    | •    | •    | •    |
| Individuel F |      |      | •    | •    | •    | •    | •    | •    |

## Nations présentes
En 1928, 1948 et entre 2002 et 2018, près de 251 athlètes en provenance de plus de trente-cinq nations différentes ont participé aux épreuves de skeleton des Jeux olympiques.
| Édition                                             | 28 | 48 | 02 | 06 | 10 | 14 | 18 |
| --------------------------------------------------- | -- | -- | -- | -- | -- | -- | -- |
| Nombre de nations présentes en skeleton par édition | 6  | 6  | 19 | 21 | 19 | 17 | 24 |

Le nombre indiqué entre parenthèses est le nombre d'athlètes engagés dans les épreuves officielles pour chaque pays sur l'ensemble des Jeux de 1928, 1948 et de 2002 à 2018
| - Afrique du Sud (1) - Allemagne (25) - Argentine (1) - Athlètes olympiques de Russie (2) - Australie (10) - Autriche (13) - Belgique (1) - Bermudes (1) - Canada (26) - Chine (1) - Corée du Sud (7) - Croatie (1) - Espagne (3) |  | - États-Unis (29) - France (5) - Ghana (1) - Grande-Bretagne (22) - Grèce (3) - Irlande (4) - Israël (1) - Italie (11) - Jamaïque (1) - Japon (15) - Lettonie (10) - Liban (1) - Mexique (1) |  | - Nigeria (1) - Norvège (4) - Nouvelle-Zélande (9) - Pays-Bas (1) - Pologne (3) - République tchèque (1) - Roumanie (3) - Russie (14) - Slovénie (1) - Suisse (16) - Ukraine (1) |

## Podiums par discipline

### Individuel - Hommes
| Édition | Or                   | Argent          | Bronze              |
| ------- | -------------------- | --------------- | ------------------- |
| 1928    | Jennison Heaton      | John Heaton     | David Carnegie      |
| 1948    | Nino Bibbia          | John Heaton     | John Crammond       |
| 2002    | Jim Shea             | Martin Rettl    | Gregor Stähli       |
| 2006    | Duff Gibson          | Jeff Pain       | Gregor Stähli       |
| 2010    | Jon Montgomery       | Martins Dukurs  | Alexander Tretiakov |
| 2014    | Alexander Tretiakov  | Martins Dukurs  | Matthew Antoine     |
| 2018    | Yun Sung-bin         | Nikita Tregubov | Dominic Parsons     |
| 2022    | Christopher Grotheer | Axel Jungk      | Yan Wengang         |

Mais contre toute attente, il a été blanchi par le TAS le 1er février 2018. Il a donc retrouvé son titre de médaille d'or olympique.

### Individuel - Femmes
| Édition | Or                | Argent             | Bronze                         |
| ------- | ----------------- | ------------------ | ------------------------------ |
| 2002    | Tristan Gale      | Lee-Ann Parsley    | Alex Coomber                   |
| 2006    | Maya Pedersen     | Shelley Rudman     | Mellisa Hollingsworth-Richards |
| 2010    | Amy Williams      | Kerstin Szymkowiak | Anja Huber                     |
| 2014    | Elizabeth Yarnold | Noelle Pikus-Pace  | Elena Nikitina*                |
| 2018    | Elizabeth Yarnold | Jacqueline Lölling | Laura Deas                     |
| 2022    | Hannah Neise      | Jaclyn Narracott   | Kimberley Bos                  |

Mais contre toute attente, elle a été blanchie par le TAS le 1er février 2018. elle a donc retrouvé son titre de médaille d'or olympique.

## Tableau des médailles
Après les Jeux de 2022, les États-Unis est le pays ayant remporté le plus grand nombre de médailles olympiques en skeleton avec huit médailles dont trois en or. La Grande-Bretagne arrive en seconde position avec neuf médailles remportées dont trois en or. L'Allemagne et le Canada suivent avec deux titres olympiques chacun.
| Rang  | Nation                        | Or | Argent | Bronze | Total |
| ----- | ----------------------------- | -- | ------ | ------ | ----- |
| 1     | États-Unis                    | 3  | 4      | 1      | 8     |
| 2     | Grande-Bretagne               | 3  | 1      | 5      | 9     |
| 3     | Allemagne                     | 2  | 3      | 1      | 6     |
| 4     | Canada                        | 2  | 1      | 1      | 4     |
| 5     | Russie                        | 1  | 0      | 2      | 3     |
| 5     | Suisse                        | 1  | 0      | 2      | 3     |
| 7     | Corée du Sud                  | 1  | 0      | 0      | 1     |
| 7     | Italie                        | 1  | 0      | 0      | 1     |
| 9     | Lettonie                      | 0  | 2      | 0      | 2     |
| 10    | Athlètes olympiques de Russie | 0  | 1      | 0      | 1     |
| 10    | Autriche                      | 0  | 1      | 0      | 1     |
| 10    | Australie                     | 0  | 1      | 0      | 1     |
| 13    | Chine                         | 0  | 0      | 1      | 1     |
| 13    | Pays-Bas                      | 0  | 0      | 1      | 1     |
| Total | Total                         | 14 | 14     | 14     | 42    |